# Basílica de Santa Anastàsia al Palatí
La basílica de Santa Anastàsia és un lloc de culte catòlic al centre de Roma, situat als vessants del turó del Palatí. Té la dignitat d'una basílica menor i serveix com a església nacional per a la comunitat peruana de Roma.

## Història
Construït al pas del segle iii al segle iv, va rebre el nom, segons l'arqueòloga Andrea Carandini, d'una germana de l'emperador Constantí I, Anastàsia. Es troba damunt de les tabernae preexistents que es trobaven al recinte exterior del Circ Màxim, i edificis privats que es trobaven al llarg d'un camí al vessant sud-oest del Palatí. Als actes del sínode de 499 l'església està registrada com a titulus Anastasiae. Posteriorment, l'església va ser dedicada a santa Anastàsia de Sirmio. L'església està vinculada per la tradició a la predicació de sant Jeroni, que es diu que va celebrar la missa aquí i es representa en una pintura de Lazzaro Baldi i col·laboradors.
L'església va ser restaurada diverses vegades: pel Papa Damas I (366-383), pel papa Hilari (461-468), pel Papa Joan VII (705-707), pel papa Lleó III (795-816) i per Gregori IV (827- 844). L'església moderna deu la seva forma actual al Papa Urbà VIII, que en va ordenar la restauració el 1636. Altres restauracions van ser ordenats al segle xix pels papes Pius VII i Pius IX.
Fins al segle xviii va ser el punt de partida de la processó penitencial presidida pel papa el dimecres de cendra, i que acabava a la basílica de Santa Sabina, on se celebrava la primera missa estacional de la quaresma.

## Obres d'art
Aquí hi ha la pintura de Pier Francesco Mola amb Sant Joan Baptista al desert de l'any 1658. A l'interior de l'església hi ha una gran quantitat de pintures de Lazzaro Baldi (i col·laboradors) i una esplèndida pintura de Francesco Trevisani que representa a San Toribi.
Al creuer esquerre es troba la monumental tomba del filòleg i cardenal Angelo Mai, de l'escultor neoclàssic Giovanni Maria Benzoni.

## Celebració del Jubileu de 2000
Amb motiu del Dia Mundial de la Joventut celebrat a Roma durant el Jubileu de l'any 2000 en aquesta església que es va crear una enorme sagristia, on es van guardar 700.000 partícules 
de les que desenes de milers de persones que van ser consumides en les celebracions que es van realitzar al Circ Màxim.

## Celebració de l'Adoració eucarística perpètua
Sant'Anastasia va ser la primera església a practicar l'adoració eucarística perpètua. Aquesta iniciativa, nascuda el 2 de març de 2001, es deu a l'exrector, el pare Alberto Pacini, un sacerdot diocesà romà, missioner actiu del culte eucarístic. Gràcies a la seva activitat, la iniciativa s'ha difós d'aquí a diferents parròquies de Roma, Itàlia i el món (Colòmbia, Perú, Sri Lanka, Tanzània, Uganda).

## El títol cardenalici
Sant'Anastasia és un títol cardenalici establert pel papa Evarist al voltant de l'any 105. Posteriorment, es va inserir entre els del sínode romà de l'1 de març del 499. L'església que l'inspirà es trobava situada als peus del Mont Palatí. Aquesta posició era una excepció, ja que els 24 títols existents en el moment del papa Marcel I eren fora de les muralles de Roma, mentre que la diaconia estava dins. Segons el catàleg de Pietro Mallio, compilat durant el pontificat d'Alexandre III, el títol estava col·legiat a la basílica de Sant Pere, i els seus sacerdots celebraven missa al seu torn.

### Titulars
- San Girolamo (366 ? - 420)
- Anastasio (vers 500 - ?)
- Eustrasio (citat el 721)[3]
- Leone (745 - abans del 761)
- Clemente (761 - ?)
- Gregorio (771 - ?)
- Giorgio (853 - ?)
- Domno (o Domnus, o Donnus, o Domenico) (964 - ?)
- Giovanni (1044 - abans del 1061)
- Gaudenzio (1061 - 1063)
- Ponone (o Penno) (1063 - 1073)
- Cunon (o Conon o Conone), Canonge regular (1073 - 1088)
- Giovanni da Gubbio (1088 - 1099)
- Bosone (o Bobone) (vers 1116 - 1122)
- Teobaldo Boccapecora (1122 - 1124)
- Pierre (1126 o 1127 - vers 1134 mort)
- Azzone degli Atti da Todi (?) (1134 - 1139 mort)
- Rabaldo (o Ribaldo, o Rambaldo, o Ribaud) (1139 - 10 de maig de 1142 mort)
- Ariberto (17 de desembre de 1143 - 1156 mort)
- Giovanni Pizzuti, C.R.S.V.P. (març de 1158 - vers 1182 mort)
- Andrea Boboni Orsini (març de 1188 - 1189 nomenat cardenal bisbe de Porto e Santa Rufina)
- Boson d'Arles (juny de 1189 - vers 1190 mort)
- Romano (1191 - 1194 mort)
- Gregorio de Galgano (1198 - 1202)
- Roger (març de 1206 - 1213 mort)
- Gregorio Theodoli (1216 - 1227 mort)
- Giacomo Savelli, in commendam (1254 - 2 d'abril de 1285 elegit papa)
- Pilfort de Rabastens, O.S.B. Clun. (20 de desembre de 1320 - vers 1330 mort)
- Ademaro Robert (20 de setembre de 1342 - 1 de desembre de 1352 mort)
- Pierre de Monteruc (23 de desembre de 1356 - 20 de maig de 1385 mort)
- Pietro Tomacelli (1385 - 2 de novembre de 1389 elegit papa)
- Jean Franczon Allarmet de Brogny (17 de juliol de 1385 - 13 de juny de 1405 nomenat cardenal bisbe d'Òstia i Velletri), pseudocardenal de l'antipapa Climent VII
- Enrico Minutolo (18 de desembre de 1389 - 1405 nomenat cardenal bisbe de Frascati)
- Vicente de Ribas, O.S.B. Cas. (19 de setembre de 1408 - 10 de novembre de 1408 mort)
- Guillaume Ragutel de Montfort (13 de juny de 1432 - 27 de setembre de 1432 mort)
- Vacante (1432 - 1439)
- Giorgio Fieschi (8 de gener de 1440 - 5 de març de 1449 nomenat cardenal bisbe de Palestrina)
  - Jordi d'Ornós (2 d'octubre de 1440 - 1441 nomenat cardenal prevere de Santa Maria in Trastevere), pseudocardenal de l'antipapa Fèlix V
- Louis de La Palud de Varembon, O.S.B. Clun. (20 de desembre de 1449 - 21 de setembre de 1451 mort)
- Vacante (1451 - 1456)
- Giacomo Tebaldi (24 de gener de 1457 - 4 de setembre de 1466 mort)
- Giovanni Battista Zeno (o Zen) (març de 1470 - 8 d'octubre de 1479 nomenat cardenal bisbe de Frascati)
- Paolo Fregoso (o Campofregoso) (23 de maig de 1480 - 1489 nomenat cardenal prevere de San Sisto)
- Antonio Pallavicini Gentili (o Antoniotto) (1489 - 1493, esdevingut titolar de Santa Prassede)
- John Morton (23 de setembre de 1493 - 15 de setembre de 1500 mort)
- Antonio Trivulzio seniore (Giovanni), C.R.S.Ant. (5 d'octubre de 1500 - 1 de desembre de 1505 nomenat cardenal prevere de Santo Stefano al Monte Celio)
- Robert Guibé (17 de desembre de 1505 - 9 de novembre de 1513 mort)
- Vacante (1513 - 1517)
- Antoine Bohier du Prat, O.S.B. Clun. (25 de maig de 1517 - 27 de novembre de 1519 mort)
- Lorenzo Campeggi (1519 - 27 d'abril de 1528 nomenat cardenal prevere de Santa Maria in Trastevere)
- Antoine du Prat (o Duprat) (27 d'abril de 1528 - 9 de juliol de 1535 mort)
- Cristoforo Giacobazzi (o Giacobacci, o Jacobatii) (15 de gener de 1537 - 6 de setembre de 1537); in commendam (6 de setembre de 1537 - 7 d'octubre de 1540 mort)
- Robert de Lénoncourt (7 d'octubre de 1540 - 10 d'octubre de 1547 nomenat cardenal prevere de Sant'Apollinare)
- Francesco Sfondrati (10 d'octubre de 1547 - 31 de juliol de 1550 mort)
- Giovanni Angelo de' Medici (1 de setembre de 1550 - 23 de març de 1552 nomenat cardenal prevere de Santa Pudenziana)
- Giovanni Poggio (o Poggi) (23 de març de 1552 - 12 de febrer de 1556 mort)
- Giovanni Michele Saraceni (24 de març de 1557 - 7 de febrer de 1565 nomenat cardenal prevere pro hac vice de Sant'Agata dei Goti)
- Scipione Rebiba (7 de febrer de 1565 - 7 d'octubre de 1566 nomenat cardenal prevere pro hac vice de Sant'Angelo in Pescheria)
- Pier Francesco Ferrero (7 d'octubre de 1566 - 14 de novembre de 1566 mort)
- Ludovico Simonetta (15 de novembre de 1566 - 30 d'abril de 1568 mort)
- Philibert Babou de la Bourdaisière (14 de maig de 1568 - 25 de gener de 1570 mort)
- Antoine Perrenot de Granvelle (10 de febrer de 1570 - 9 de juny de 1570 nomenat cardenal prevere de San Pietro in Vincoli)
- Stanislao Osio (o Hoe, o Hosz) (9 de juny de 1570 - 3 de juliol de 1570 nomenat cardenal prevere de San Clemente)
- Girolamo da Correggio (3 de juliol de 1570 - 9 d'octubre de 1572 mort)
- Giovanni Francesco Gambara (17 d'octubre de 1572 - 9 de juliol de 1578 nomenat cardenal prevere de San Clemente)
- Alfonso Gesualdo de Conza (o Gonza) (9 de juliol de 1578 - 17 d'agost de 1579 nomenat cardenal prevere de San Pietro in Vincoli)
- Zaccaria Dolfin (o Dolfin) (17 d'agost de 1579 - 19 de desembre de 1583 mort)
- Giovanni Francesco Commendone (9 de gener de 1584 - 14 de maig de 1584 nomenat cardenal prevere de San Marco)
- Pierdonato Cesi (28 de maig de 1584 - 29 de setembre de 1586 mort)
- Ludovico Madruzzo (1 d'octubre de 1586 - 20 de març de 1591 nomenat cardenal prevere de San Lorenzo in Lucina)
- Giulio Canani (20 de març de 1591 - 27 de novembre de 1592 mort)
- Simeone Tagliavia d'Aragona (9 de desembre de 1592 - 18 d'agost de 1597 nomenat cardenal prevere de San Girolamo dei Croati)
- Bonifazio Bevilacqua Aldobrandini (17 de març de 1599 - 31 d'agost de 1611 nomenat cardenal prevere de Santa Prisca)
- Bernardo de Sandoval y Rojas (26 de febrer de 1601 - 7 de desembre de 1618 mort)
- Felice Centini, O.F.M.Conv. (3 de març de 1621 - 28 de novembre de 1633 nomenat cardenal bisbe de Sabina)
- Ulderico Carpegna (9 de gener de 1634 - 21 d'abril de 1659 nomenat cardenal prevere de San Pietro in Vincoli)
- Federico Sforza (21 d'abril de 1659 - 21 de novembre de 1661 nomenat cardenal prevere de San Pietro in Vincoli)
- Vacante (1661 - 1665)
- Carlo Bonelli (15 d'abril de 1665 - 27 d'agost de 1676 mort)
- Camillo Massimo (9 d'octubre de 1676 - 12 de setembre de 1677 mort)
- Girolamo Gastaldi (13 de setembre de 1677 - 8 d'abril de 1685 mort)
- Federico Baldeschi Colonna (o Ubaldi) (9 d'abril de 1685 - 4 d'octubre de 1691 mort)
- Giovanni Battista Costaguti (12 de novembre de 1691 - 8 de març de 1704 mort)
- Giandomenico Paracciani (25 de juny de 1706 - 9 de maig de 1721 mort)
- Nuno da Cunha e Ataíde (16 de juny de 1721 - 3 de desembre de 1750 mort)
- Carlo Maria Sacripante (1 de febrer de 1751 - 12 de gener de 1756 nomenat cardenal bisbe de Frascati)
- Giacomo Oddi (12 de gener de 1756 - 22 de novembre de 1758 nomenat cardenal prevere de Santa Maria in Trastevere)
- Carlo Vittorio Amedeo delle Lanze (22 de novembre de 1758 - 21 de març de 1763 nomenat cardenal prevere de Santa Prassede)
- Lodovico Calini (1 de desembre de 1766 - 4 de març de 1771 nomenat cardenal prevere de Santo Stefano al Monte Celio)
- Vacante (1771 - 1785)
- Muzio Gallo (11 d'abril de 1785 - 13 de desembre de 1801 mort)
- Ludovico Flangini (24 de maig de 1802 - 29 de febrer de 1804 mort)
- Ferdinando Maria Saluzzo (28 de maig de 1804 - 3 de novembre de 1816 mort)
- Francisco Antonio Javier de Gardoqui Arriquíbar (15 de novembre de 1817 - 27 de gener de 1820 mort)
- Johann Casimir von Häffelin (19 d'abril de 1822 - 27 d'agost de 1827 mort)
- Cesare Nembrini Pironi Gonzaga (28 de setembre de 1829 - 5 de desembre de 1837 mort)
- Angelo Mai (15 de febrer de 1838 - 9 de setembre de 1854 mort)
- Karl August von Reisach (20 de desembre de 1855 - 27 de setembre de 1861 nomenat cardenal prevere de Santa Cecilia); in commendam (27 de setembre de 1861 - 22 de desembre de 1869 mort)
- Luigi Oreglia di Santo Stefano (16 de gener de 1874 - 24 de març de 1884 nomenat cardenal bisbe de Palestrina)
- Carlo Laurenzi (13 de novembre de 1884 - 2 de novembre de 1893 mort)
- Andrea Carlo Ferrari (21 de maig de 1894 - 2 de febrer de 1921 mort)
- Michael von Faulhaber (10 de març de 1921 - 12 de juny de 1952 mort)
- James Francis Louis McIntyre (15 de gener de 1953 - 16 de juliol de 1979 mort)
- Godfried Danneels (2 de febrer de 1983 - 14 de març de 2019 mort)
- Eugenio Dal Corso des del 5 d'octubre de 2019